# موسوعة جمال عبد الناصر
موسوعة جمال عبد الناصر هي مشروع ضخم جدا قامت به وزارة الأوقاف المصرية لإخراج موسوعة فقهية على الحروف الأبجدية على المذاهب الأربعة والظاهرية والزيدية والشيعة وغيرها. وقد خرج منها منذ عهد جمال عبد الناصر في الستينات من القرن الماضي حتى البوم 25 مجلدا من القطع الكبير و هي موجودة ومتوفرة و تباع في معرض القاهرة الدولي.